# جورج ويلان أندرسون، الابن
جورج ويلان أندرسون، الابن (بالإنجليزية: George Whelan Anderson Jr.) (و. 1906 – 1992 م) هو ضابط، ودبلوماسي من الولايات المتحدة الأمريكية ولد في بروكلين.

## التعليم
تعلم في أكاديمية الولايات المتحدة البحرية.

## روابط خارجية
- جورج ويلان أندرسون، الابن على موقع مونزينجر (الألمانية)